# St. Mauritius (Großkissendorf)

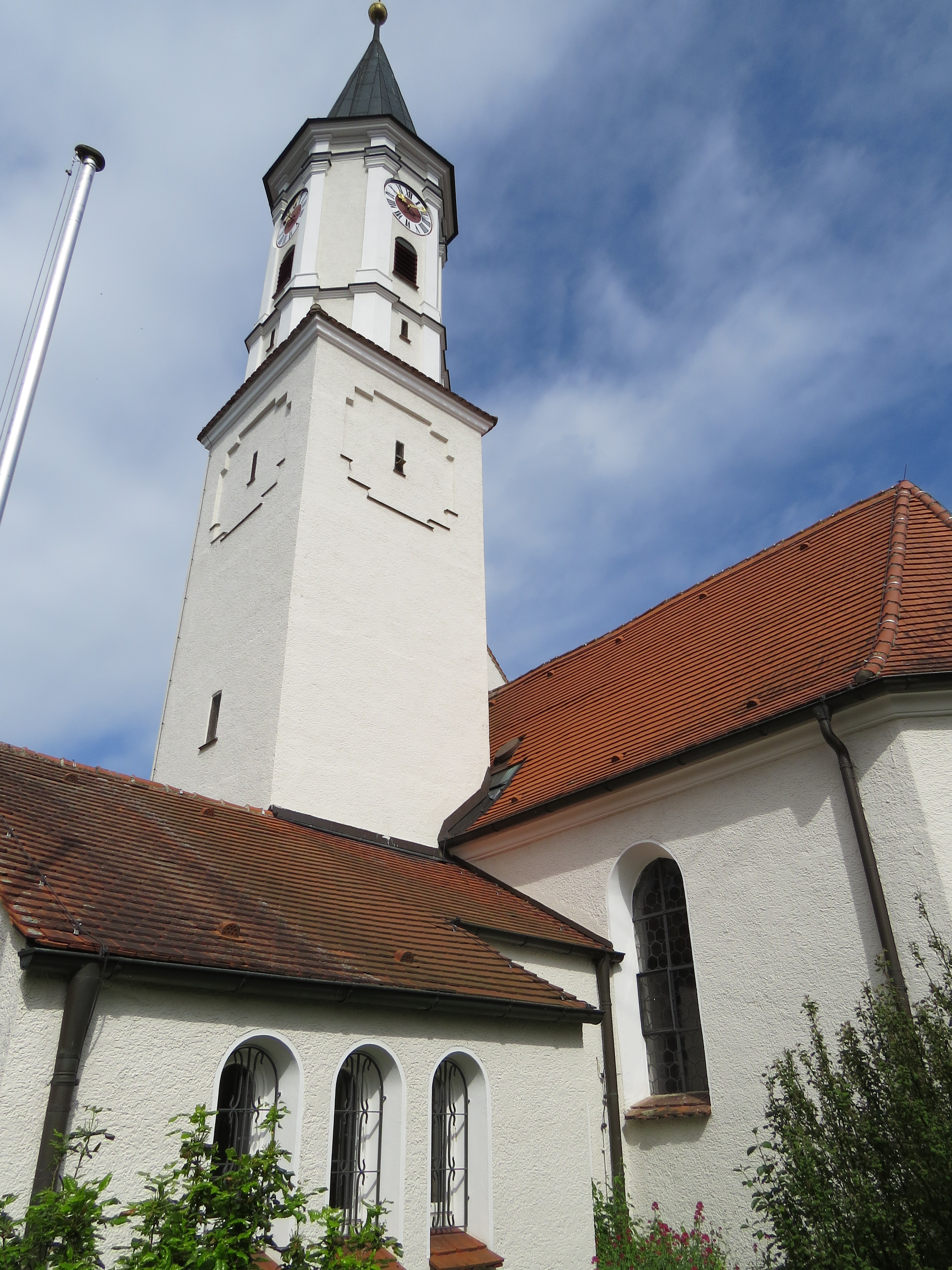
Kirche St. Mauritius in Großkissendorf

Die katholische Pfarrkirche St. Mauritius in Großkissendorf, einem Gemeindeteil von Bibertal im Landkreis Günzburg im bayerischen Regierungsbezirk Schwaben, wurde im ersten Viertel des 19. Jahrhunderts errichtet. Die Kirche am Kirchplatz 1, auf einer Hügelkuppe des östlichen Osterbachtals, ist ein geschütztes Baudenkmal.
Der klassizistische Saalbau besitzt ein Langhaus mit drei Achsen und flacher Decke. Die hohen geschweiften Fenster im Chor sind illusionistisch bemalt. Im Westen befindet sich die bemalte Empore. Über dem korbbogigen Triumphbogen ziert ein Akanthusstuck das Wappen der Freiherren von Reck.